# ناحیه نیکری
ناحیه نیکری (به لاتین: Nickerie District) یکی از ناحیه‌های کشور سورینام است. ناحیه نیکری ۵٬۳۵۳ کیلومتر مربع مساحت و ۳۴٬۲۳۳ نفر جمعیت دارد.